# Уоррен, Сара
Сара Уоррен  (англ. Sarah Warren; род. 20 июня 1996 года в Уиллоубруке, штат Иллинойс) ― американская конькобежка, серебряный призёр чемпионата мира в командном спринте. 3-кратная призёр США на отдельных дистанциях.

## Биография
Сара Уоррен впервые начала кататься на коньках в возрасте 7 лет и вышла на лёд в качестве хоккеистки. Она была одной из немногих девушек, игравших в команде «Chicago Blues travel» в амплуа защитника. В средней школе также занималась лёгкой атлетикой и даже установила школьные рекорды в беге на 400 м и эстафете 4×400 м. В 10 лет Сара занялась шорт-треком и каталась за клуб «Glen Ellyn», а также тренировалась в «Pettit Center» в Милуоки на длинной дорожке. В 2009 году она пропустила полгода после операции на коленях.
В 2012 года Уоррен участвовала в соревнованиях по шорт-треку на Зимних юношеских Олимпийских играх в Инсбруке, где заняла 11-е место в забеге на 1000 м и 4-е место на 500-метровке. В том же году выиграла чемпионат США по конькобежному спорту среди юниоров в многоборье. Через год дебютировала на чемпионате мира среди юниоров, заняв лучшее 7-е место на дистанции 500 м. В 2014 году Сара стала чемпионкой США среди юниоров на 500-метровке. В 2016 году она взяла паузу для учёбы в Университете.
В сезоне 2019/20 Сара вернулась к соревнованиям и в 2021 году заняла 3-е место на чемпионате США в спринтерском многоборье. Она дебютировала на Кубке мира, а в декабре 2021 года на чемпионате четырёх континентов в Калгари заняла 2-е место в забеге на 1500 м и выиграла золото в командном спринте. На следующий год Сара стала серебряным призёром с партнёршами в командном спринте в Квебеке. После выиграла две бронзы на чемпионате США.
В сезоне 2023/24 на этапе Кубка мира в Ставангере завоевала золотую медаль в командном спринте. Следом она стала серебряным призёром в командном спринте на чемпионате четырёх континентов в Солт-Лейк-Сити. В марте 2024 года на чемпионате мира на отдельных дистанциях в Калгари Сара выиграла серебряную медаль в командном спринте.

## Личная жизнь
Сара Уоррен училась в южной средней школе Хинсдейл-Саут. также играла в футбол в выпускном классе средней школы и в Университете, где была капитаном команды «Academy United SC». Её отец Моррисон также играл в футбол в колледже. Он и мать Кэтрин Уоррен, которая увлекалась многими видами спорта больше всего повлияли на её спортивную карьеру. У неё есть также старший брат Джон, который играет в футбол и регби в Чикагском университете. Любит готовить, проводить время со своей собакой, увлекается паддлбордингом, бодибордингом. В 2014 году она поступила в Университет Иллинойса и окончила его со степенью бакалавра в 2019 году по специальности «Биоинженерия». В 2022 году получила степень магистра биоинженерии в Университете Джонса Хопкинса в Балтиморе (штат Мэриленд). Она также частично работает с марта 2021 года ассистентом преподавателя в этом университете.